# Падумуттара Будда
Согласно Буддхавамсе палийского канона, Падумуттара Будда является тринадцатым из двадцати семи будд, предшествовавших историческому Гаутаме Будде. 
В Буддхавамсе он описывается как: 
Сто тысяч эонов назад Падумуттара Будда, который знает все и заслуживает каждого пожертвования, родился один в том эоне.

## Биография
Он родился в Хамсавати и прожил десять тысяч лет в трёх дворцах: Наравахане, Яссе (или Ясавати) и Васаватти. Его женой была Васудатта, от которой у него родился сын Уттара. Его тело было пятьдесят восемь локтей (26,51 метра или 87 футов) в высоту. Он поддерживал аскезу в течение семи дней. Умер в Нандараме в возрасте ста тысяч лет, и над его мощами была воздвигнута ступа высотой в двенадцать лиг.
Согласно тхеравадинским источникам, его жизнь была похожа на жизнь Гаутамы Будды, за исключением того, что его сопровождали разные люди, а его деревом бодхи было сарала (Dipterocarpus zeylanicus). Говорят, что многие из учеников Гаутамы Будды во времена Будды Падумуттары также стремились к выдающимся духовным достижениям. В Ападане говорится, что некоторые боги выражали желание построить собственную ступу над мощами Падумуттары. Поскольку он был Татхагатой, его мощи не были разделены.

## Будда и лотосы
Каждый раз, когда Будда Падумуттара делал шаг, там, где приземлялась его стопа, появлялся священный лотос. Лотосы имели длину 90 локтей или 135 футов и ширину 60 локтей или 90 футов. Тычинки были 30 локтей или 45 футов, а лепестки 12 локтей или 18 футов. Когда его правая ступня приземлялась, производилось 2,25 кварты пыльцы. Когда он делал следующий шаг, предыдущий лотос исчезал и появился новый.